# Emily Kay
Emily Kay   (Bromsgrove, 7 de setembre de 1995) és una ciclista anglesa professional des del 2017. És especialista en el ciclisme en pista. Ha participat als Jocs Olímpics de Tòquio de 2020.

## Palmarès en pista
- 2013
  -  Campiona del món júnior en Persecució per equips (amb Amy Hill, Hayley Jones i Emily Nelson)
- 2016
  -  Campiona d'Europa sub-23 en Persecució per equips (amb Emily Nelson, Dannielle Khan i Manon Lloyd)

### Resultats a laCopa del Món en pista
- 2016-2017
  - 1a a Glasgow, en Òmnium
  - 1a a Glasgow, en Persecució per equips